# Солнечное затмение 8 апреля 2005 года
Солнечное затмение 8 апреля 2005 года — гибридное солнечное затмение 129 сароса, которое можно было наблюдать в южной и центральной частях Тихого океана, а также в Центральной Америке.
8 апреля 2005 года — день похорон понтифика Иоанна Павла II.